# Balthasar von Promnitz
Balthasar III. von Promnitz (* 1488 in Lessendorf, Herzogtum Glogau; † 20. Januar 1562 in Neisse, Fürstentum Neisse) war Fürstbischof von Breslau.

## Herkunft und Werdegang
Balthasar III. war der zweitgeborene Sohn des wenig begüterten Caspar von Promnitz auf Lessendorf. Nach dem Studium an der Universität Wittenberg, wo er das juristische Lizentiat erwarb, wandte er sich dem geistlichen Stand zu. 1534 wurde er Propst am Kollegiatstift zum Heiligen Kreuz in Breslau und vier Jahre später Archidiakon an der Kathedrale.

## Bischof von Breslau
Nach dem Tod des Breslauer Bischofs Jakob von Salza wählte das Domkapitel am 12. September 1539 Balthasar von Promnitz zu dessen Nachfolger. Verbunden mit diesem Amt war auch die Stellung des Oberlandeshauptmanns von Schlesien. In dieser Eigenschaft stand er dem Schlesischen Fürstentag vor. In Glaubenssachen war Balthasar von Promnitz kein Eiferer, und so waren auch die Protestanten in Schlesien mit seiner Wahl zum Bischof zufrieden, da er sie ungestört bei ihrer Konfession beließ.
Größeres Interesse hatte der Bischof am Erwerb von privaten Besitzungen, mit denen er die Stellung seiner Familie im schlesisch-lausitzischen Raum ausbauen konnte. 1548 erwarb er aus dem Besitz der ungarischen Magnatenfamilie Thurzó von Bethlenfalva die Standesherrschaft Pleß, 1556 die Niederlausitzer Herrschaften Sorau und Triebel. Vom böhmischen Landesherrn Ferdinand I. erwarb er 1558 als Pfand das Fürstentum Sagan mit Priebus. In all seinen Besitzungen tolerierte er die Protestanten.
Nach seinem Tode wurde er in der Neisser Pfarrkirche St. Jakob bestattet, in der ein prunkvolles Epitaph aus rotem Marmor an ihn erinnert. Er hinterließ Pleß als Majoratsgut seinem Neffen Stanislaus auf Lessendorf; die Pfandbesitzungen und die Niederlausitzer Herrschaften gingen an seinen Neffen Seyfried von Promnitz auf Weichau.